# Sebastián Álvaro
Sebastián Álvaro Lomba (Madrid, 23 de noviembre de 1950) es un aventurero y escritor español.

## Biografía
Su madre procede de una aldea asturiana de Tineo, llamada Vallamonte.
Dirigió durante veintisiete años (desde el comienzo de emisiones en 1982 hasta 2009) el programa de Televisión Española Al filo de lo imposible. En dicho programa realizó: doscientas expediciones, 350 documentales, más de sesenta expediciones a montañas de más de 8.000 metros de altura, los tres polos de la tierra, expediciones de espeleobuceo, de navegación, parapente, paramotor, piragua, descenso de ríos, globo...
También ha dirigido para televisión dos series: De cero a ocho mil y La tierra que heredamos.
Fue columnista del diario deportivo As hasta julio del 2016 y tuvo una sección de aventura y deportes de alto riesgo en el programa de radio El larguero de la cadena Ser que dirigía José Ramón de la Morena.
Desde el 5 de septiembre de 2016 colabora con José Ramón  de La Morena en El transistor de Onda Cero, en la sección de Aventura de los lunes, y en el diario deportivo Marca.
En el año 2001 inició junto a la Asociación Sarabastall el proyecto humanitario Hushé. Hushé es una aldea del noreste de Pakistán, a los pies del K-1. Este proyecto pretende la mejora de la educación, de la sanidad y de la agricultura de la población.

## Premios
Sus documentales han obtenido importantes premios: 
- Dos medallas en el lnternacional de Nueva York
- premios en distintos festivales como Calcuta, Banff o Torelló.
- Medallas de oro y plata en el Festival de Hamburgo.
- Dos premios Ondas.
- Nueve premios de la Academia de la Televisión.[6]
- Premio Nacional del Deporte (2009).[6]
- Premio Comunicación de la Sociedad Geográfica Española (SGE) (2019/20)[7]